# Tryghed
Tryghed er en psykologisk tilstand[kilde mangler] karakteriseret ved fraværet af angst.
Det er et skandinavisk koncept (svensk: trygghet), som ikke har nogen direkte oversættelse til andre sprog.[kilde mangler] Begrebet "Psychological Safety" er i et erhvervspsykologisk perspektiv omtrent synonymt.
Det er et kernekoncept i dansk kultur,[kilde mangler] selvom det ikke blev valgt ind i Danmarkskanonen, omend de relaterede begreber hygge og tillid blev valgt ind.
Det indgår i formålsparagraffen for danske dagtilbud i Dagtilbudsloven:
§7 Stk.2 Dagtilbud skal i samarbejde med forældrene give børn omsorg og understøtte det enkelte barns alsidige udvikling og selvværd samt bidrage til, at børn får en god og tryg opvækst.

## Måling af tryghed
Trygfonden foretager med jævne mellemrum spørgeskemabaserede tryghedsmålinger og konstaterede ved seneste måling i 2015, at trygheden ifølge fondens metode har været jævnt faldende siden 2004.
| År   | Tryghedsscore |
| ---- | ------------- |
| 2004 | 87,8          |
| 2005 | 81,5          |
| 2007 | 81,1          |
| 2009 | 79,8          |
| 2011 | 75,9          |
| 2013 | 74,2          |
| 2015 | 73,4          |

Københavns Kommune har siden 2009 årligt foretaget målinger af trygheden i kommunen og fundet denne jævnt stigende, omend den er faldet i 2017.